# Mishti
Mishti (Indrani Chakraborty) é uma atriz de cinema indiana. Sua primeira estreia foi em Bollywood, no filme Kaanchi: The Unbreakable, a seguir estreou em Tollywood, junto de Nithiin e A. Karunakaran no filme Chinnadana Nee Kosam. 
Seu grande filme, Columbus, foi produzido pela MS Raju em  língua telugu. Regressou em Bollywood junto com Indra Kumar e Great Grand Masti, esperando atuar no filme "Masti". 

## Filmografia
| Ano  | Filme                    | Personagem       | Idioma          | Notas  |
| ---- | ------------------------ | ---------------- | --------------- | ------ |
| 2014 | Porichoi                 | Rimi             | Bengali         | [ 13 ] |
| 2014 | Kaanchi: The Unbreakable | Kaanchi          | Hindi           |        |
| 2014 | Chinnadana Nee Kosam     | Nandini Reddy    | Telugu          |        |
| 2015 | Columbus                 | Indu             | telungo         |        |
| 2016 | Great Grand Masti        | Rekha Meet Mehta | Hindi           |        |
| 2017 | Semma Botha Aagatha      |                  | Tâmil           |        |
| 2017 | Begum Jaan               |                  | Hindi           |        |
| 2017 | Adam                     |                  | Língua malaiala |        |